# 藤野孫一
藤野 孫一（ふじの まごいち、1701年（元禄14年）- 1784年（天明4年））は、江戸時代中期の植林家である。本姓は木下。

## 経歴・人物
隠岐の周吉郡布施村（現在の島根県隠岐郡隠岐の島町）に木下庄右衛門の子として生まれたが、後に藤野与平次の養子となったと同時に藤野姓に改姓する。後にスギの育成法を研究した原玄琢から植林を学び、造林業が有利であることで同地の造林計画を村民に伝えた。
しかし村民は説得しなかったため孫一の親族だった船田兵右衛門や長田新六、佐原長兵衛らと協力して、伊勢神宮への参宮の帰途に持ち帰ったスギの種を利用した植林に携わる。事業は成功し、晩年は安永の頃に成育したスギの伐採に取り組み巨額の利益を得た。これによって孫一の死後も始め嘲笑した村民も造林に尽力し、同事業の利益は村における最大の収入源ともなった。